# Монтанари, Нунцио
Нунцио Монтанари (итал. Nunzio Montanari; 25 марта 1915, Модена — 18 марта 1993) — итальянский пианист и музыкальный педагог.
Сын хорового дирижёра и музыкального педагога Гвидо Монтанари. Окончил Болонский музыкальный лицей, где среди его педагогов были, в частности, Чезаре Нордио (композиция) и Гвидо Спаньоли (контрапункт); затем совершенствовался под руководством Альфредо Казеллы.
На протяжении нескольких десятилетий профессор фортепиано в Консерватории имени Монтеверди в городе Больцано. Среди его учеников, в частности, композитор Хуберт Штупнер. Итогом педагогической карьеры Монтанари стал шеститомный труд «Рассветы над клавишами из слоновой кости» (итал. Mani sull’avorio; 1995), подготовленный к печати его дочерью и ученицей, пианисткой Адрианой Монтанари. Материалы, связанные с памятью Монтанари, опубликованы в 2005 г. в сборнике «Играть! Ради радости играть!» (итал. Suonare! Per la gioia di suonare!).